# ROPO
ROPO-модель (Research online, purchase offline — шукай онлайн, купуй офлайн) — це сучасна тенденція купівельної поведінки, коли клієнти вивчають релевантну інформацію про продукт, щоб оцінити своє рішення про покупку, перш ніж вони дійсно вирішать придбати продукт у місцевому магазині.
Ефект ROPO дозволяє рекламодавцю точніше розрахувати загальну рентабельність інвестицій (ROI). Проявом ROPO є офлайн-дохід, на який впливають інвестиції в інтернет-маркетинг. ROPO часто ототожнюють з моделлю Click and Collect, тобто процесом онлайн-бронювання та подальшим отриманням товару в магазині. Обидва є сегментами багатоканального маркетингу. 
Часто базою ROPO стає програма лояльності — споживач отримує знижку або бонус, а бізнес має можливість аналізувати його поведінку. А, наприклад, піцерії, можуть за номером мобільного телефона пов’язувати замовлення людини на сайті через кошик і замовлення через дзвінок оператору. 
Відповідно до звіту Google за 2011 рік, 80 відсотків усіх офлайн-покупців шукають онлайн, перш ніж купити продукт у місцевому магазині. Крім того, у галузях з високою вартістю товарів ROPO вже займає значну частку загального обсягу продажів. Це також було підтверджено аналізом Німецької асоціації роздрібної торгівлі та PricewaterhouseCoopers. 
Його протилежністю є шоурумінг: дослідження продукту у звичайному магазині перед покупкою його в інтернеті.